# Tetulia Upazila
Tetulia Upazila är ett underdistrikt i Bangladesh.   Det ligger i provinsen Rangpur, i den nordvästra delen av landet, 400 km nordväst om huvudstaden Dhaka.